# Полесская моренная низменность
Полесская моренная низменность (также Полесская моренная равнина, Полесская низменность, ранее Лабиаусская низменность) — низинная область, расположенная в Калининградской области РФ. Примыкает к южному берегу Куршского залива. Тянется вдоль него и Балтийского моря на 60-70 км (от г. Зеленоградска на Калининградском полуострове до гг. Полесск и Залесье на востоке, где начинается Нижненеманская низменность). Уходит на 15-20 км к югу вглубь материка где её ограничивают Самбийская возвышенность и Прегольский водораздел. Низменность имеет польдерный характер, нуждается в постоянном дренаже с системой каналов. Верхние слои почв низменности сложены наносами рр. Дейма (правый рукав р. Преголя). В центре низменности имеется понижение ниже уровня моря.